# Stand Up for Something
"Stand Up for Something" é uma canção de 2017 interpretada por Andra Day e Common e composta por Common e Diane Warren para a trilha sonora do filme Marshall, dirigido por Reginald Hudlin. Foi indicada ao Oscar de melhor canção original na edição de 2018.

## Prêmios e indicações
| Prêmio                       | Data da cerimônia       | Categoria                       | Resultado | Ref.  |
| ---------------------------- | ----------------------- | ------------------------------- | --------- | ----- |
| Oscar                        | 4 de março de 2018      | Oscar de melhor canção original | Indicado  | [ 1 ] |
| Critics' Choice Movie Awards | 11 de janeiro de 2018   | Melhor canção                   | Indicado  | [ 2 ] |
| Satellite Awards             | 11 de fevereiro de 2018 | Melhor canção original          | Venceu    | [ 3 ] |